# 脚木足乡
脚木足乡（藏語：ཀྱོམ་ཀྱོ，威利转写：kyom kyo），是中华人民共和国四川省阿坝藏族羌族自治州马尔康市下辖的一个乡镇级行政单位。

## 行政区划
脚木足乡下辖以下地区：
蒲志村、大西木尔巴村、蒲市口村、孔龙村、石江咀村、白莎村、帕尔巴村、沙市村、大坝口村、牧业村和神山村。